# Djurgårdens IF Fotboll 1900
Djurgårdens IF Fotboll, tävlade i Rosenska pokalen/Svenska fotbollspokalen 1900. Det var föreningens andra säsong inom fotbollen. Man förlorade semifinalen mot Stockholmsklubben AIK med 2-0.